# Haus Nateln
Das Haus Nateln ist ein Herrensitz und eine ehemalige Burganlage am Südostrand des Ortsteils Nateln der Gemeinde Welver im Kreis Soest in Nordrhein-Westfalen an der Ahse.

## Geschichte
Haus Nateln war seit mindestens 1285 Sitz der Hauptlinie der Familie Clodt, die damit in diesem Jahr im Lehnsregister des Grafen Ludwig von Arnsberg verzeichnet waren. Vorher saß dort eventuell eine Ritterfamilie namens Rump. Die Männer der Familie Clot standen in der Folgezeit als Burgmänner im Dienst der Grafen von der Mark. 1392 wurde ein Festes Haus in Nateln erwähnt. 1560 wurde Haus Nateln vom Soester Bürgermeister Goswin Michels erworben, dem Hauptgläubiger der Familie Clodt. Die später in den Adelsstand erhobene Familie Michels bewohnte das Haus nicht selbst, sondern verpachtete es. 1761 wurde Haus Nateln in der Schlacht bei Vellinghausen zerstört und diente anschließend als Steinbruch. Das heutige Herrenhaus wurde um 1800 errichtet und im 20. Jahrhundert mehrfach erweitert. Durch Heirat gelangte das Gut 1951 an die Freiherren von Neumann-Hanseberg.

## Beschreibung
Die heutige Anlage besteht aus einer max. 100 × 77 m großen Insel, die von einer max. 18 m breiten Gräfte umgeben ist. Die unregelmäßige Form des Areals lässt vermuten, dass die Anlage ursprünglich aus mehreren Inseln bestand, ohne das heute deren Lage und Größe bestimmbar wären. Das eineinhalbstöckige Herrenhaus aus Fachwerk liegt im Süden der Insel und besitzt eine Freitreppe vor seinem Eingang.